# Mostaganem
Mostaganem (eller Mestghanem, arabiska مستغانم) är en stad i Algeriet och är belägen vid Medelhavet, cirka 70 km öster om Oran. Den är huvudort i provinsen Mostaganem. Folkmängden i kommunen uppgick till 145 696 invånare vid folkräkningen 2008, varav 144 138 bodde i centralorten. Den har en fiskehamn, och härifrån skeppas vin, grönsaker och spannmål. I staden finns även textil-, metall- och tobaksindustri. Staden grundades på 1000-talet.